# Historia LGBT en Guatemala

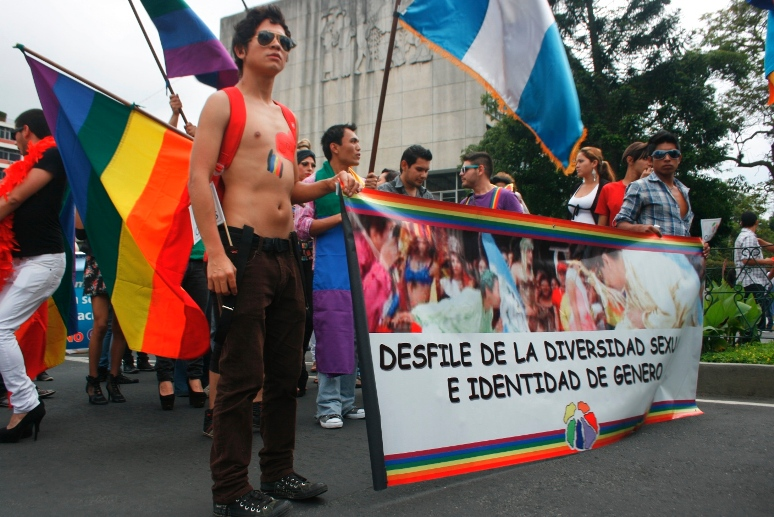
Participantes en la marcha del Orgullo LGBT en la Ciudad de Guatemala, 2012.

La historia LGBT en Guatemala, desde la época precolombina hasta la actualidad guatemalteca, ha estado caracterizada por los mismos hitos que se desarrollaron en el periodo precolombino, colonialista y de crecimiento como República independiente presentes en los otros países de la región centroamericana.
Con la llegada de los colonizadores españoles en el siglo XVI, estas prácticas fueron reprimidas severamente, catalogándose como "delito nefando" y castigándose con torturas y ejecuciones. En las últimas décadas, surgieron organizaciones como OASIS, que han sido fundamentales en la lucha por los derechos LGBT, la prevención del VIH/SIDA y la visibilización de la comunidad.
Aunque Guatemala ha logrado avances significativos en derechos LGBT, como la mayor visibilidad y activismo, aún enfrenta desafíos como la violencia homofóbica y la falta de legislación sobre matrimonio igualitario. Eventos clave, como el asesinato de María Conchita en 1997, marcaron un antes y un después en la lucha por la visibilidad política y los derechos civiles de las personas LGBT.

## Historia del movimiento LGBT en Guatemala

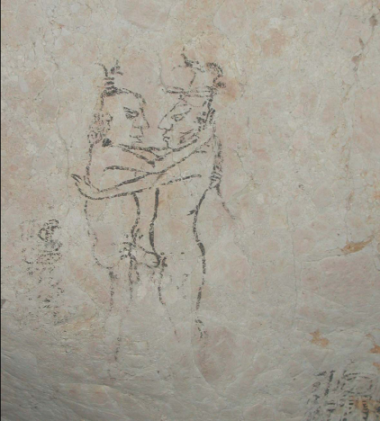
Una pintura rupestre maya de dos hombres involucrados en actos sexuales, ubicada en Naj Tunich.

### Época precolombina
Las culturas precoloniales de Guatemala, especialmente los mayas, tenían una diversidad de creencias en torno a la sexualidad.
En las sociedades precolombinas de Mesoamérica, incluidas las regiones que comprenden el actual territorio de Guatemala, la percepción de las prácticas sexuales, incluidas las relaciones entre personas del mismo sexo, era profundamente distinta de la visión impuesta por los colonizadores europeos.
En el caso de los pueblos nahuas, el término cuilonime se utilizaba para describir a hombres que mantenían relaciones sexuales con otros hombres. Aunque la etimología exacta del término puede ser ambigua, las crónicas coloniales lo relacionan con características percibidas como femeninas. Los roles sexuales también jugaban un papel importante, ya que el estigma solía centrarse en el hombre que asumía un rol pasivo en las relaciones sexuales, mientras que el rol activo podía estar menos penalizado socialmente.
En las culturas mayas, incluyendo las de Guatemala, las crónicas y registros coloniales sugieren que las relaciones entre personas del mismo sexo eran toleradas en ciertos contextos, especialmente antes del matrimonio. Esta práctica era vista como una etapa de la vida sexual de los jóvenes que, en algunos casos, era preferida por los padres para preservar la virginidad de las mujeres hasta el matrimonio. Estas relaciones no necesariamente implicaban una categorización de identidad sexual como se entiende en términos modernos, sino que se inscribían en un marco más fluido de roles sociales y sexuales.

### Periodo colonial
Durante la época colonial en los siglos XVI y XVII, la sodomía fue considerada tanto un delito civil como una transgresión religiosa, esto como reflejo de un proceso de transformación cultural y social impulsado por la conquista española y la imposición de la moral cristiana. De hecho, las prácticas sexuales mesoamericanas, diversas en su expresión, fueron reconfiguradas bajo la categoría de "pecado nefando", lo que conllevó su persecución y penalización por parte de las autoridades civiles y eclesiásticas.
Las primeras crónicas coloniales señalan la presencia de prácticas homoeróticas en templos-escuelas y comunidades indígenas, especialmente entre sacerdotes y nobles. Fray Bartolomé de Las Casas mencionó estas prácticas en la provincia de Guatemala, destacando su supuesta tolerancia en algunos contextos, aunque su institucionalización o ritualización no está plenamente documentada.
En 1548 se realiza la primera persecución registrada de colonizadores por prácticas homosexuales. Siete personas son enjuiciadas, incluyendo cuatro sacerdotes, que quedaron en libertad debido a las protestas de la población. Otro caso ocurre cerca del año 1700 en la Santiago de los Caballeros de Guatemala, cuando Joseph Quintanilla fue acusado de incitar a la juventud hacia la «torpeza de la sodomía». El Cabildo, sin embargo, optó por no levantar un Juicio de Inquisición y decidió enviarlo a la Nueva España (México), donde fue declarado demente y recluido en un hospital.
Otro caso registrado de actividad homosexual fue en 1611, cuando Agustín de Vargas, un aprendiz de doce años, fue duramente castigado por su maestro, Pedro de Liendo, tras rumores de un “acto nefando” con un esclavo mulato llamado Perucho. Liendo azotó a Agustín brutalmente dejándolo gravemente herido. La madre de Agustín, Juana de Torres, presentó una queja ante la Real Audiencia, pidiendo justicia por el abuso recibido por su hijo. El tribunal dictaminó que Liendo debía hacerse cargo de los costos judiciales y que Agustín quedara bajo la custodia de otro maestro.
Existe registro que durante el periodo colonial —entre los siglos XVI y XVIII— existieron mujeres trans que enfrentaron persecuciones y controles estrictos por parte de las autoridades coloniales. Sin embargo, los mercados, conocidos como tianguis, se convirtieron en espacios de resistencia y poder para ellas, donde lograron mantener sus identidades y prácticas a pesar de la represión. Estos lugares funcionaron como refugios sociales y culturales, desafiando las normas impuestas por el sistema colonial, que buscaba invisibilizar y criminalizar las disidencias de género y sexualidad.

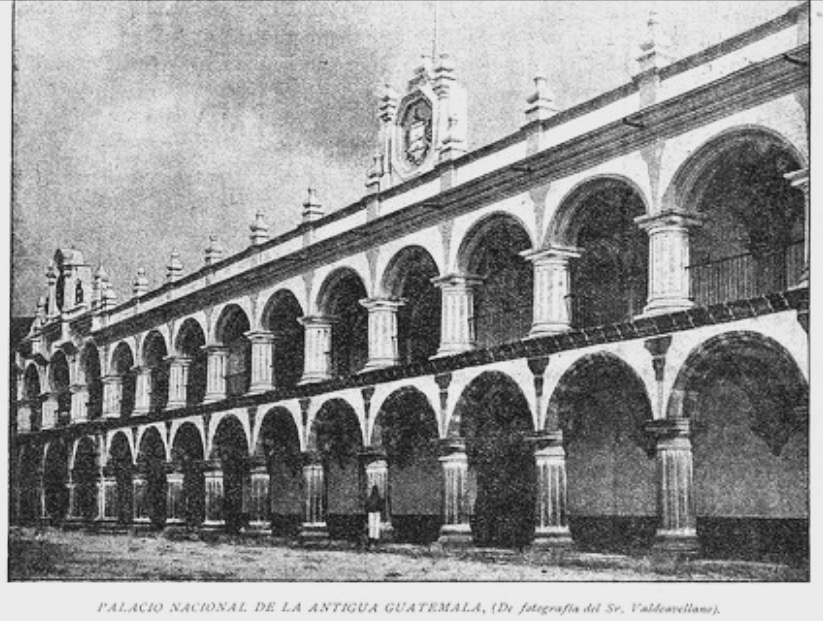
Palacio de los Capitanes Generales, el último edificio dónde operó la Real Audiencia de Guatemala, existente desde 1568 hasta 1821.

En el siglo XVIII, los registros sobre sodomía aumentaron con la implementación de las reformas borbónicas, las cuales buscaron secularizar y reglamentar la sexualidad mediante discursos públicos. Los procesos judiciales reflejan una evolución en las actitudes legales, sustituyendo los castigos físicos por medidas como el destierro y el trabajo forzado. Un caso de este periodo ocurre en el año 1765, dónde Don Juan Joseph Quintanilla fue acusado en Santiago de los Caballeros de Guatemala de intentar actos de sodomía con dos jóvenes, quienes lo denunciaron como errático y balbuciente. Tras ser detenido por el alcalde del barrio de la Candelaria, el caso fue presentado ante el alcalde ordinario de primer voto. Quintanilla argumentó que sus intenciones no eran maliciosas y que buscaba instruir a los jóvenes en prácticas que consideraba comunes. Finalmente, se decidió su reclusión en el Hospital Real de San Juan de Dios bajo custodia, evitando así una posible audiencia ante la Inquisición del Virreinato de Nueva España, y catalogándolo como un caso de locura según las percepciones de la época.

### SigloXIX(1801-1900)

#### Independencia de Guatemala

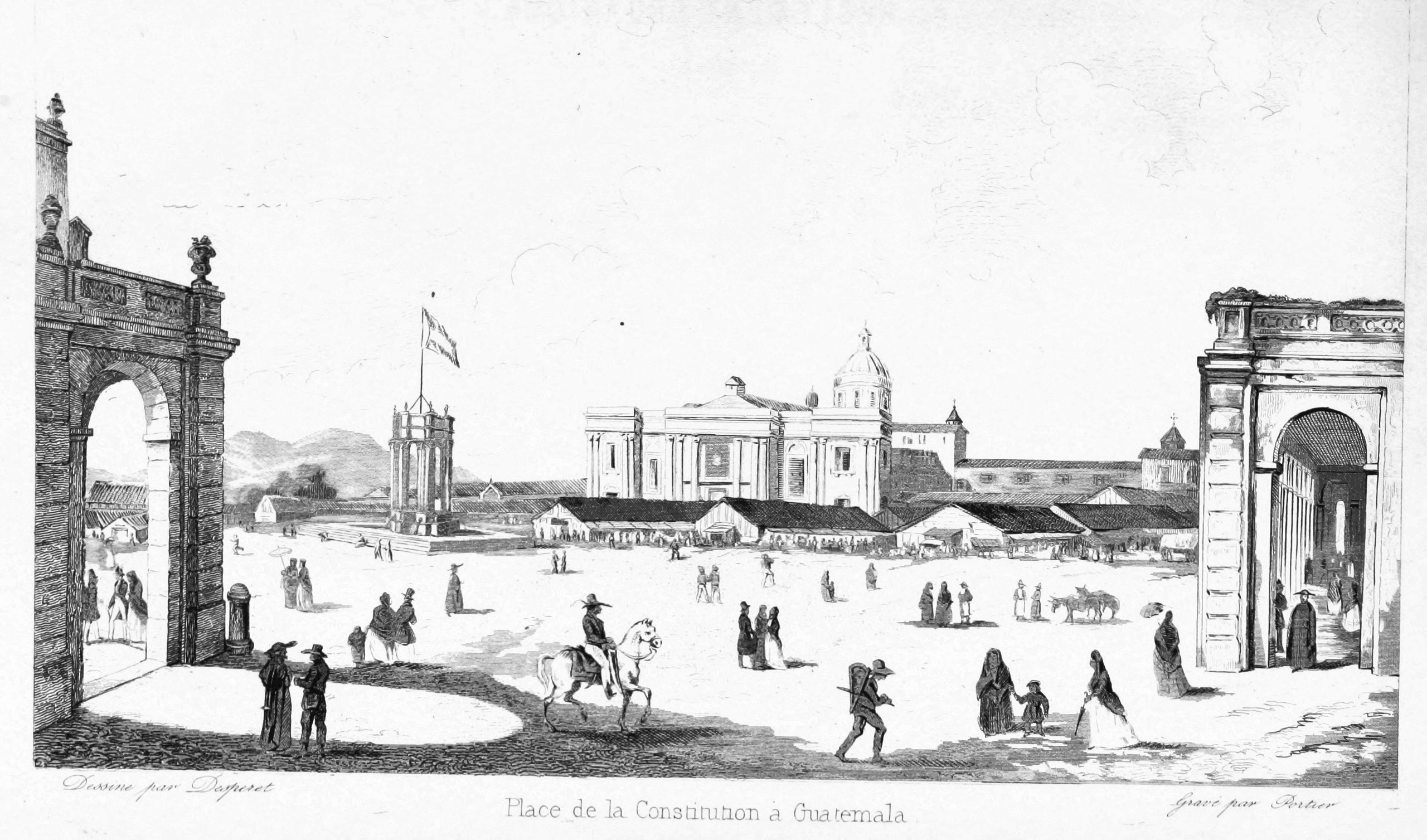
Plaza de la Constitución de la Ciudad de Guatemala, 1844.

Después de la independencia de España en 1821, la influencia de la Iglesia Católica continuó siendo predominante, lo que mantuvo a la homosexualidad y otras diversidades sexuales bajo un fuerte estigma social. A lo largo del siglo XIX, la homosexualidad era percibida como un tema de represión social, reflejo de las leyes coloniales que continuaron operando en el nuevo estado guatemalteco.[cita requerida]
Un ejemplo de esta represión ocurre en 1806, en la Nueva Guatemala, donde José Victoriano Ambrosio fue acusado de cometer actos considerados como «nefandos» y otros abusos contra Joaquín Morales. Según el testimonio, Morales fue embriagado con chicha, despojado de su ropa y agredido físicamente en un lugar despoblado. Tras el ataque, Morales logró escapar y buscó refugio en una casa cercana, donde denunció los hechos. La acusación incluyó detalles de violencia y amenazas de estrangulamiento, reflejando un patrón de comportamiento asociado a la brutalidad más que a un simple delito sexual.

### SigloXX(1901-2000)
La diversidad sexual era una temática en los círculos literarios del país. Hay una obra literaria de 1915 que posee un cierto grado de representación de la homosexualidad. 
Sin embargo, es en la década de 1970 cuando comienza a hablarse más públicamente de las divesidades sexuales en el país. En este periodo de tiempo también surgen las primeras discotecas LGBT en el país, entre ellas se encuentran «Caché» y «Pandora's Box».

#### Persecución pública y «los meses de la muerte y el dolor»

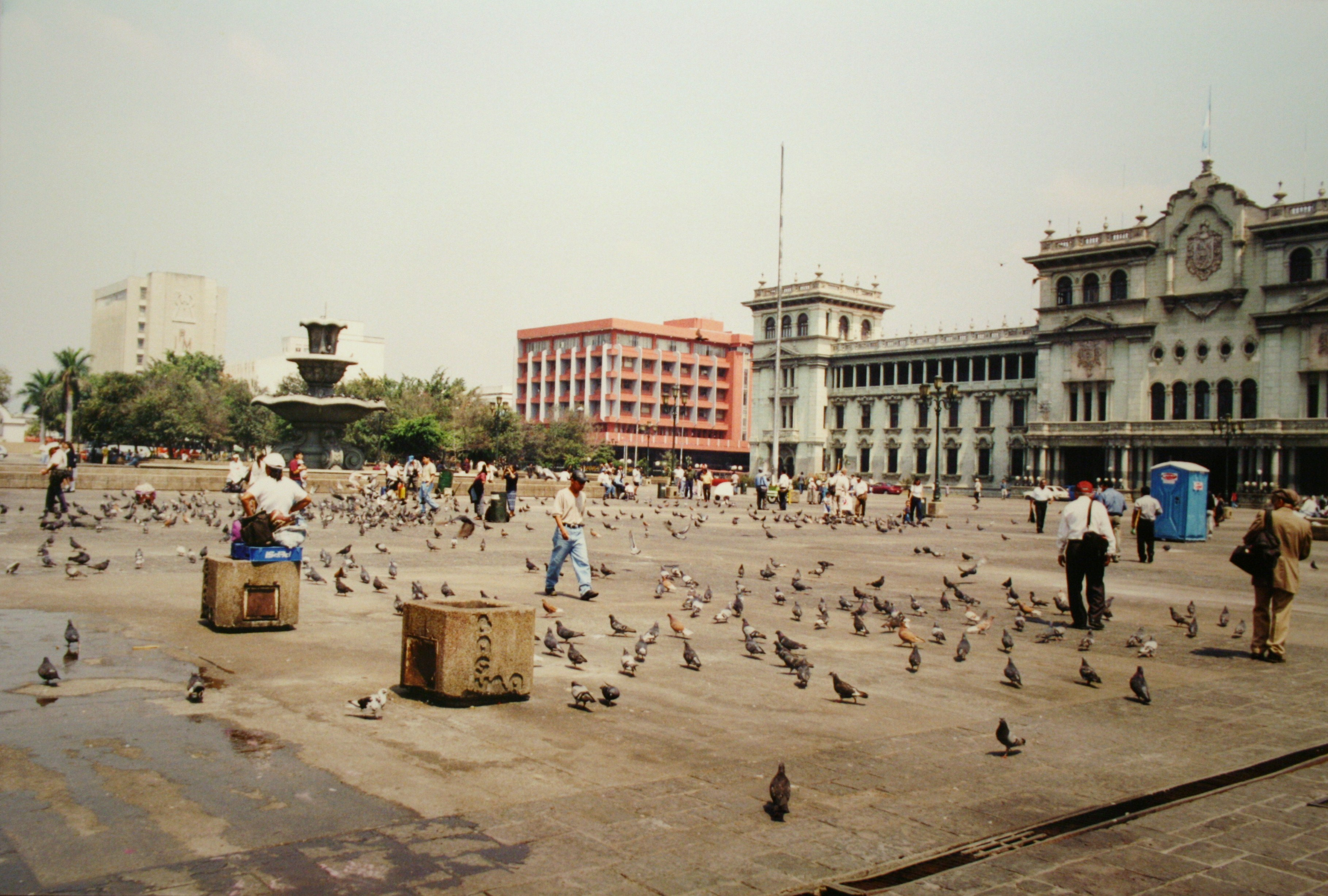
Palacio Nacional de la Ciudad de Guatemala en la plaza central, centro histórico, 2002.

Según un informe de OASIS, la principal fuente de homofobia posterior a la Guerra civil fue el Estado. Hasta 2006 no existió ninguna ley que reconociera a la comunidad LGBT en el país. Octubre y noviembre de 1997 son mencionados como «los meses de la muerte y el dolor» debido a una serie de asesinatos continuos de personas de la comunidad. Las redadas ilegales del 7 y 12 de octubre resultaron en la detención de mujeres y hombres que realizaban trabajo sexual, y personas homosexuales fueron sometidas a abusos físicos y sexuales en centros de detención, en respuesta a la ejecución de María Conchita. En 1998, tras el huracán Mitch, las detenciones de personas homosexuales aumentaron un 60%, y el director del sistema penitenciario justificó la segregación de esta población, calificándola como “transmisores de sida”.
En 1999, el Plan "Metrópolis 2000" intentó expulsar a travestis del centro histórico de Guatemala, argumentando que sus actividades eran "bochornosas". Además, la Policía Nacional Civil fue denunciada en múltiples ocasiones por abusos y agresiones hacia personas LGBT; sin embargo, estos casos quedaron impunes. Un reportaje de ElPeriódico evidenció que los atropellos policiales eran una constante, con personas agredidas por agentes de la policía al intentar denunciar los abusos.
Otras entidades sociales de la época hicieron comentarios etiquetando a la homosexualidad como una enfermedad que destruye sociedades, y que puede ser corregida. Entre estas estaban Defensorías indígenas, fundaciones para la juventud, partidos políticos, las iglesias católicas y guatemaltecas y los medios de comunicación.

#### Organización y trabajo
En la década de 1990, Centroamérica experimentó el surgimiento de varias organizaciones LGBT, impulsadas por la crisis de salud pública provocada por la pandemia de VIH/sida y la urgente necesidad de abordar la discriminación y violencia hacia esta comunidad. La pandemia del VIH/sida impactó gravemente a las personas LGBT, haciendo evidente la falta de atención adecuada y la estigmatización que enfrentaban. Esto motivó a activistas y organizaciones a enfocarse en la prevención y educación sobre la enfermedad, y a luchar por servicios de salud inclusivos y seguros. A su vez, llevó a estas organizaciones a buscar formalización como ONG para acceder a financiamiento internacional, promoviendo así su "oenegización", es decir, su conversión en entidades con personalidad jurídica que pudieran recibir fondos para proyectos de salud y derechos humanos.
Las primeras organizaciones no solo se dedicaron a la salud, sino que se enfocaron también en la defensa contra la violencia y la discriminación que sufría la comunidad. Este ambiente de hostilidad impulsó a estas agrupaciones a trabajar en la protección de sus miembros y en la construcción de espacios seguros.
Por otra parte, y siguiendo la tendencia de organizar los esfuerzos de la visibilización, surgieron colectivos lésbico-feministas como la Colectiva Lésbica-Feminista Salvadoreña de la Media Luna en El Salvador y Las Entendidas en Costa Rica, que ofrecieron espacios seguros y de reflexión para mujeres lesbianas y bisexuales, ampliando así la diversidad y alcance del movimiento en la región.
Entre las organizaciones creadas durante este periodo se encuentra la "Asociación de Talleres Holísticos de Guatemala" creada en 1993 y que es conducido por la Asociación Guatemalteca de Prevención y Control del Sida" (AGPCS), que tenía como función desarrollar actividades educativas para hombres homosexuales con el fin de enseñarles acerca de la enfermedad y como protegerse de esta. En 1995 esta se reestructura y pasa a llamarse Organización de Apoyo a una Sexualidad Integral Frente al SIDA (OASIS), que continúa con sus labores de brindar respuestas preventivas frente al avance del VIH y ofrecer apoyo a las personas afectadas. OASIS obtuvo su reconocimiento jurídico en 1994, lo que representó un importante paso hacia la institucionalización de la defensa de los derechos de las personas LGBT en Guatemala. A diferencia de otros grupos en la región, OASIS fue de las pocas organizaciones que logró este reconocimiento durante la década de 1990, lo cual le permitió obtener fondos de cooperación internacional para desarrollar su misión. Dentro de OASIS surge «MUJER-ES-SOMOS», el primer colectivo de mujeres lesbianas del país.
Otra organización creada durante este periodo fue la Asociación Regional Centroamericana de Gays y Lesbianas (ARCEGAL), fundada en 1995 y que recibió el apoyo económico del gobierno de los Países Bajos. Esta organización fue pionera al estructurar una red de colaboración en Centroamérica entre diversas organizaciones enfocadas en la prevención del VIH y en la defensa de los derechos de la comunidad LGBT. Entre sus miembros se encontraban representantes de Costa Rica (Abraxas y Triángulo Rosa), Honduras (ANHCOS), Guatemala (Asociación Talleres Holísticos) y El Salvador (Fundasida).
Como respuesta institucional, en 1988 el Estado responde a la necesidad de educación sexual para hombres homosexuales creando a través de la Asociación Guatemalteca de Educación Sexual el proyecto "CASLEM", pero es cerrado en 1991 debido a presiones administrativas.

#### Asesinato de María Conchita
María Conchita Alonso era una travesti que ejerció el trabajo sexual en el centro histórico de la ciudad de Guatemala, y el 4 de octubre de 1997 fue asesinada a disparos, según testimonios, por miembros del ejército.
Su muerte no solo conmocionó a la comunidad, sino que impulsó una respuesta de organización y movilización. Aunque Conchita no fue la primera víctima de asesinato de odio, si fue el primero en ser ampliamente registrado. Frente a la falta de reacción de organizaciones LGBT ya establecidas, activistas como Carlos Ibáñez y el fotógrafo Daniel Hernández Salazar lideraron una caminata simbólica en su honor.
La caminata comenzó en la Catedral Metropolitana y culminó en el lugar del crimen, en la esquina entre la 5.ª avenida y la 11 calle de la Zona 1, donde se dejó una ofrenda floral. Esta caminata es considerada como la primera marcha LGBT del país.

### SigloXXI(2001-presente)

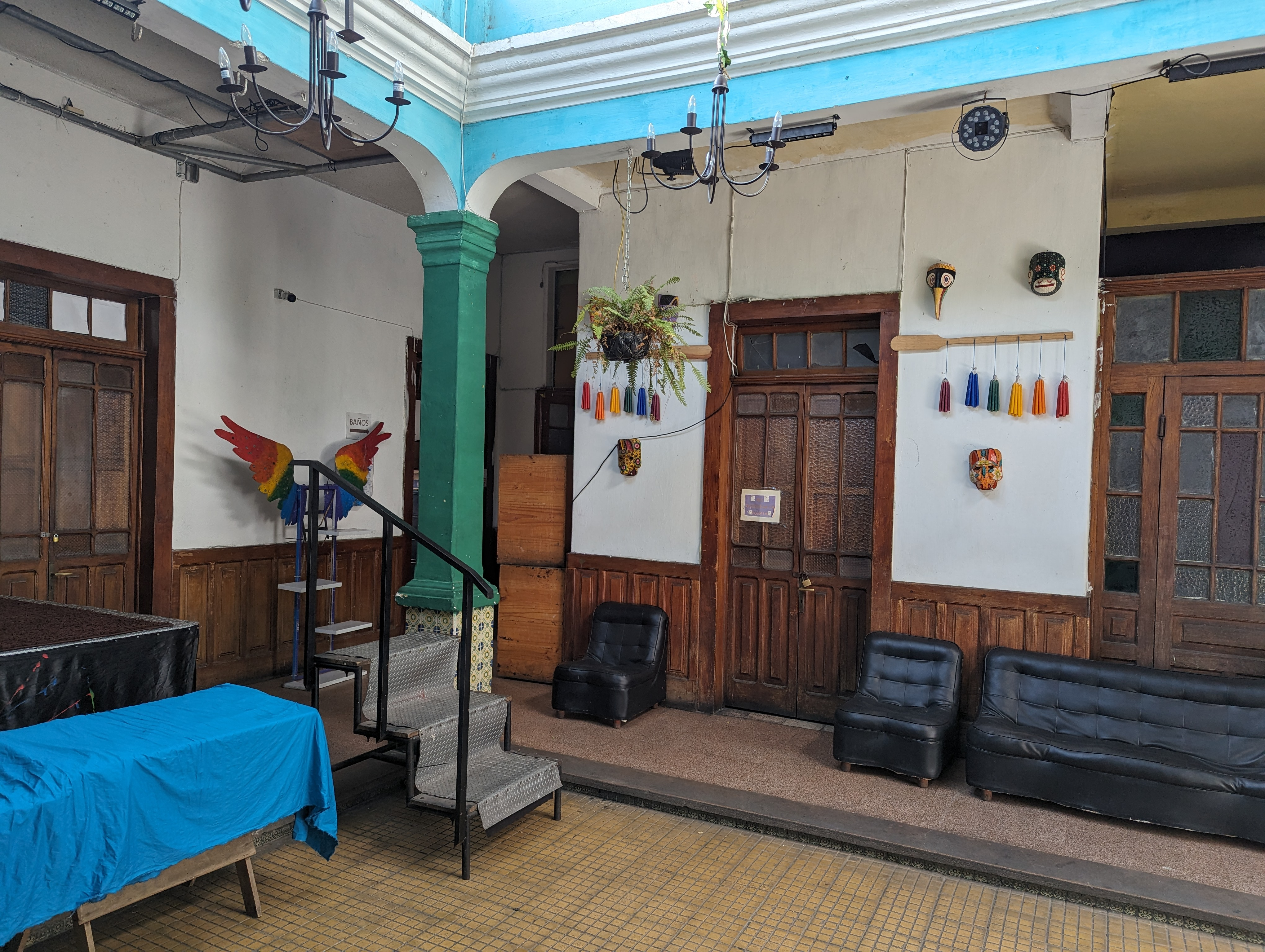
Casa de la Cultura LGBTIQ 4 de Noviembre.

Con la llegada del nuevo milenio se dio marcha a muchos procesos de visibilización de las causas LGBT en el país, incluyendo la primera Marcha del Orgullo en Guatemala, celebrada en junio de 2000. Esta marcha en Guatemala coincidió con la primera marcha de este tipo en San Pedro Sula, Honduras, y fue precursora de otros eventos similares en Centroamérica, como la marcha en Panamá en 2004 y en Nicaragua en 2005.
La colectividad para mujeres lesbianas y bisexuales «LESBIRADAS» obtiene su personalidad jurídica en 2002. En este mismo año se organiza la segunda marcha del orgullo, para luego repetirla en 2003, 2004 y 2005. En mayo de 2004 se organiza el Colectivo Trans Reynas de la Noche, integrado por personas trans. [cita requerida]
La marcha del orgullo de 2006 es drásticamente redefinida como «Marcha de Luto» debido a los asesinatos de varias personas de la comunidad, entre ellos están los de Paulina, una trabajadora transgénero de OASIS cuyo asesinato es atribuido a la Policía Nacional Civil, y Bárbara Palacios, tesorera del colectivo Trans Reynas de la Noche. Además de las repercusiones nacionales de estos asesinatos, la Corte Interamericana de Derechos Humanos dictó medidas cautelares y ordenó al Estado de Guatemala a garantizar la protección de los trabajadores de OASIS.
En 2016 asume Sandra Morán como congresista del país, siendo la primera persona abiertamente LGBT y la primera mujer lesbiana en asumir el cargo. En 2020 asumió Aldo Dávila como Congresista, siendo el primer hombre abiertamente homosexual en estar en el cargo.
En 2017 fue presentado ante el Congreso de Guatemala el proyecto de ley "Ley de Protección
a la Vida y la Familia" n°5272, el cual tenía como ejes centrales la penalización total del aborto, establecer al modelo monoparental como el único tipo de familia, dejar al criterio de los padres la educación sexual, y criminalizar el matrimonio entre las personas de la comunidad LGBT.
El proyecto había sido aprobado el 8 de marzo de 2022, pero esta acción por parte del Congreso generó protestas y condenas por el impacto negativo que tendría en mujeres, niñas y personas LGBTIQ+. Debido a las protestas, el 10 de marzo el presidente Alejandro Giammattei señaló públicamente que la ley violaba la Constitución y los compromisos internacionales en derechos humanos, por lo que usó su poder de veto, provocando que el 15 de marzo, el Congreso de Guatemala archivase el Decreto 18-2022.